# Variable aleatoria

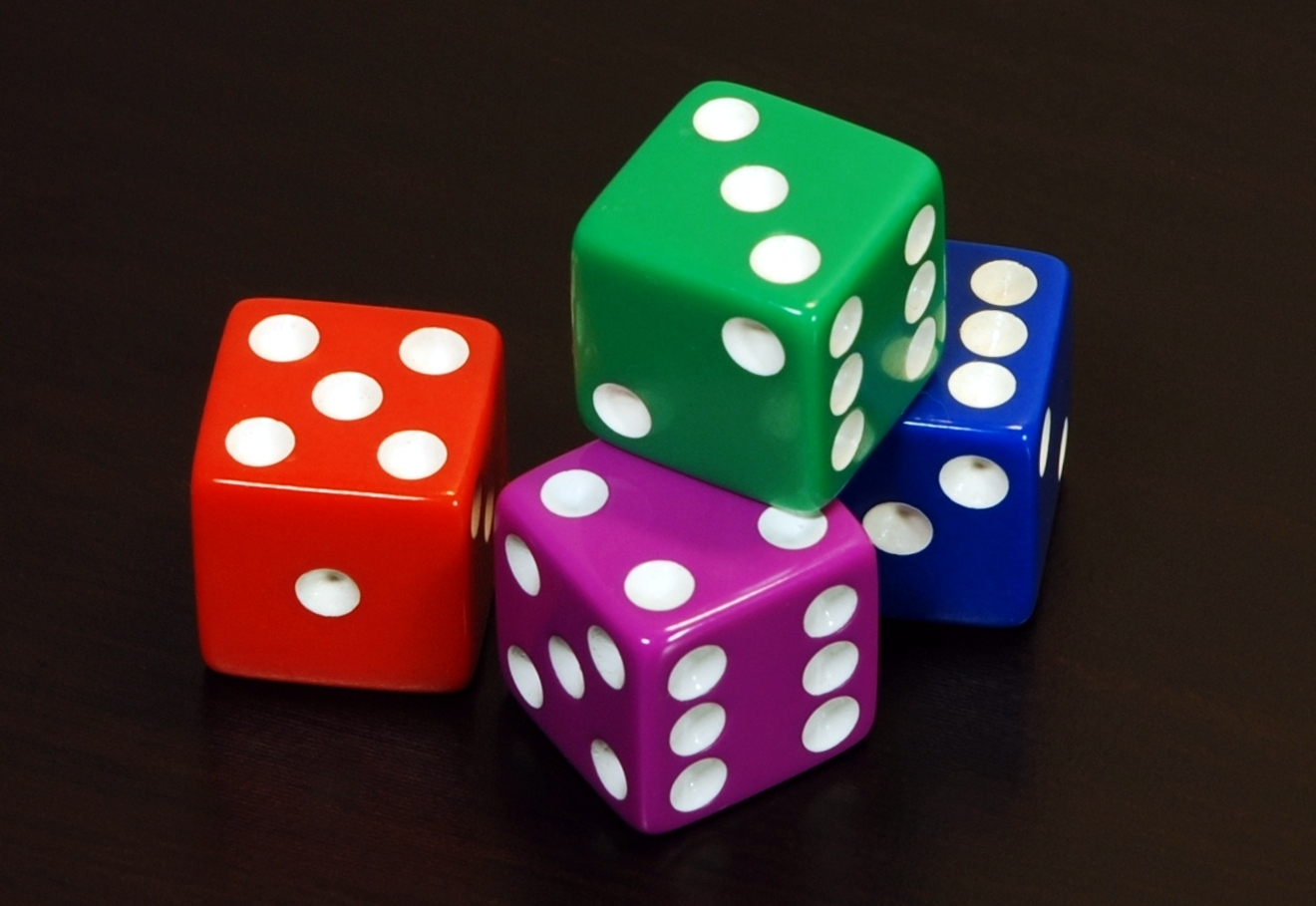
Una variable aleatoria es una función matemática que asigna un valor, usualmente numérico, a los resultados de un experimento aleatorio.

En probabilidad y estadística, una variable aleatoria es una función que asigna un valor, usualmente numérico, al resultado de un experimento aleatorio. Por ejemplo, los posibles resultados de tirar un dado dos veces: (1, 1), (1, 2), etc. o un número real (p. ej., la temperatura máxima medida a lo largo del día en una ciudad concreta).
Los valores posibles de una variable aleatoria pueden representar los posibles resultados de un experimento aún no realizado, o los posibles valores de una cantidad cuyo valor actualmente existente es incierto (p. ej., como resultado de una medición incompleta o imprecisa). Intuitivamente, una variable aleatoria puede tomarse como una cantidad cuyo valor no es fijo pero puede tomar diferentes valores; una distribución de probabilidad se usa para describir la probabilidad de que se den los diferentes valores. En términos formales una variable aleatoria es una función definida sobre un espacio de probabilidad.
Las variables aleatorias suelen tomar valores reales, pero se pueden considerar valores aleatorios como valores lógicos, funciones o cualquier tipo de elementos (de un espacio medible). El término elemento aleatorio se utiliza para englobar todo ese tipo de conceptos relacionados. Un concepto relacionado es el de proceso estocástico, un conjunto de variables aleatorias ordenadas (habitualmente por orden o tiempo).

## Definición

### Concepto intuitivo
Una variable aleatoria puede concebirse como un valor numérico que está afectado por el azar. Dada una variable aleatoria no es posible conocer con certeza el valor que tomará ésta al ser medida o determinada, aunque sí se conoce que existe una distribución de probabilidad asociada al conjunto de valores posibles. Por ejemplo, en una epidemia de cólera, se sabe que una persona cualquiera puede enfermar o no (suceso), pero no se sabe cuál de los dos sucesos va a ocurrir. Solamente se puede decir que existe una probabilidad de que la persona enferme.
Para trabajar de manera sólida con variables aleatorias en general es necesario considerar un gran número de experimentos aleatorios, para su tratamiento estadístico, cuantificar los resultados de modo que se asigne un número real a cada uno de los resultados posibles del experimento. De este modo se establece una relación funcional entre elementos del espacio muestral asociado al experimento y números reales.

### Definición formal
Una variable aleatoria (v.a.) {\displaystyle X} es una función real definida en espacio de probabilidad {\displaystyle (\Omega ,{\mathcal {A}},P)}, asociado a un experimento aleatorio.
{\displaystyle X:\Omega \to \mathbb {R} }
La definición formal anterior involucra conceptos matemáticos procedentes de la teoría de la medida, concretamente la noción σ-álgebra o la de medida de probabilidad. Dado un espacio de probabilidad {\displaystyle (\Omega ,{\mathcal {A}},P)} y un espacio medible {\displaystyle (S,\Sigma )}, una aplicación {\displaystyle X:(\Omega ,{\mathcal {A}},P)\to (S,\Sigma )} es una variable aleatoria si es una aplicación {\displaystyle {\mathcal {A}},\Sigma }-medible. En el uso ordinario, los puntos de {\displaystyle \omega \in \Omega } no son directamente observables, sólo el valor de la variable en el punto {\displaystyle X(\omega )} por lo que el elemento probabilístico reside en el desconocimiento que se tiene del punto concreto {\displaystyle \omega } .
En la mayoría de usos prácticos se tiene que el espacio medible de llegada es {\displaystyle (S,\Sigma )=(\mathbb {R} ,{\mathcal {B}}(\mathbb {R} ))}, quedando pues la definición de esta manera:
| Variable aleatoria Una variable aleatoria sobre un espacio de probabilidad {\displaystyle (\Omega ,{\mathcal {A}},P)} es una función {\displaystyle X:(\Omega ,{\mathcal {A}},P)\to (\mathbb {R} ,{\mathcal {B}}(\mathbb {R} ))} medible, esto es: {\displaystyle X^{-1}(B)\in {\mathcal {A}},\quad \forall B\in {\mathcal {B}}(\mathbb {R} )}, donde {\displaystyle {\mathcal {B}}(\mathbb {R} )} denota la {\displaystyle \sigma }-álgebra de Borel en {\displaystyle \mathbb {R} }. |

### Rango de una variable aleatoria
Se llama rango de una variable aleatoria {\displaystyle X} y lo denotaremos {\displaystyle R_{X}}, a la imagen o rango de la función {\displaystyle X}, es decir, al conjunto de los valores reales que ésta puede tomar, según la aplicación {\displaystyle X}. Dicho de otro modo, el rango de una v.a. es el recorrido de la función por la que esta queda definida
{\displaystyle R_{X}=\{x\in \mathbb {R} |\ \exists \,\omega \in \Omega :X(\omega )=x\}}

## Ejemplos
Ejemplo 1
Supongamos que se lanzan dos monedas al aire. El espacio muestral, esto es, el conjunto de resultados elementales posibles asociado al experimento, es:
{\displaystyle \Omega =\left\{{\textrm {cc,cx,xc,xx}}\right\}}
donde (c representa "sale cara" y x, "sale cruz"). Podemos asignar entonces a cada suceso elemental del experimento el número de caras obtenidas. De este modo se definiría la variable aleatoria {\displaystyle X} como la función
{\displaystyle X:\Omega \to \mathbb {R} }
dada por
{\displaystyle {\textrm {cc}}\to 2}
{\displaystyle {\textrm {cx}},{\textrm {xc}}\to 1}
{\displaystyle {\textrm {xx}}\to 0}
El recorrido o rango de esta función, RX, es el conjunto
{\displaystyle R_{X}=\left\{0,1,2\right\}}
Ejemplo 2
El nivel {\displaystyle X} de precipitación registrado un día concreto del año, en una ciudad por una estación meteorológica concreta. El espacio muestral que incluye todos los posibles resultados puede representarse por el intervalo {\displaystyle R_{X}(\Omega )=[0,\infty )}. En este caso el espacio muestral es más complicado porque incluiría especificar el estado de la atmósfera completo (una aproximación sería describir el conjunto de posiciones y velocidades de todas las moléculas de la atmósfera, que sería una cantidad de información monumental o usar un modelo más o menos complejo en términos de variables macroscópicas, como los modelos meteorológicos usados actualmente).
Podemos revisar la serie histórica de precipitaciones y aproximar la distribución de probabilidad {\displaystyle F_{X}(x)} de X y construir una aproximación {\displaystyle {\bar {F}}_{X}(x)}. Nótese que en este caso la distribución de probabilidad no es conocida, sólo se conoce la distribución muestral (la serie histórica) y se conjetura que la distribución real no se aleja mucho de esta aproximación {\displaystyle F_{X}(x)\approx {\bar {F}}_{X}(x)}. Si la serie histórica es suficientemente larga y representa un clima que no difiere significativamente del actual estas dos últimas funciones diferirán muy poco.

## Caracterización de variables aleatorias

### Tipos de variables aleatorias
Para comprender de una manera más amplia y rigurosa los tipos de variables, es necesario conocer la definición de conjunto discreto. Un conjunto es discreto si está formado por un número finito de elementos, o si sus elementos se pueden enumerar en secuencia de modo que haya un primer elemento, un segundo elemento, un tercer elemento, y así sucesivamente (es decir, un conjunto infinito numerable sin puntos de acumulación). Para variables con valores en {\displaystyle \mathbb {R} } las variables aleatorias se clasifican usualmente en:
- Variable aleatoria discreta: una v.a. es discreta si su recorrido es un conjunto discreto. La variable del ejemplo anterior es discreta. Sus probabilidades se recogen en la función de cuantía. (Véanse las distribuciones de variable discreta).
- Variable aleatoria continua: una v.a. es continua si su recorrido es un conjunto no numerable. Intuitivamente esto significa que el conjunto de posibles valores de la variable abarca todo un intervalo de números reales. Por ejemplo, la variable que asigna la estatura a una persona extraída de una determinada población es una variable continua ya que, teóricamente, todo valor entre, pongamos por caso, 0 y 2,50 m, es posible.[6] (Véanse las distribuciones de variable continua).

Las definiciones anteriores pueden generalizarse fácilmente a variables aleatorias con valores sobre {\displaystyle \mathbb {R} ^{n}} o {\displaystyle \mathbb {C} ^{n}}. Esto no agota el tipo de variables aleatorias ya que el valor de una variable aleatoria puede ser también una partición, como sucede en el proceso estocástico del restaurante chino o el conjunto de valores de una variable aleatoria puede ser un conjunto de funciones como el proceso estocástico de Dirichlet.

### Función de distribución
Sea {\displaystyle (\Omega ,{\mathcal {A}},\operatorname {P} )} un espacio de probabilidad y {\displaystyle X:\Omega \to \mathbb {R} } una variable aleatoria, la función de distribución de {\displaystyle X}, denotada por {\displaystyle F_{X}(x)} o simplemente por {\displaystyle F(x)}, es la función {\displaystyle F_{X}:\mathbb {R} \to [0,1]} definida por
{\displaystyle F_{X}(x)=\operatorname {P} [\{\omega \in \Omega :X(\omega )\leq x\}]=\operatorname {P} [X\leq x]}
que satisface las siguientes tres condiciones:
1. {\displaystyle \lim _{x\to -\infty }F(x)=0} y {\displaystyle \lim _{x\to \infty }F(x)=1}
2. Es continua por la derecha.
3. Es monótona no decreciente.

La distribución de probabilidad de una v.a. describe teóricamente la forma en que varían los resultados de un experimento aleatorio. Intuitivamente se trataría de una lista de los resultados posibles de un experimento con las probabilidades que se esperarían ver asociadas con cada resultado.

### Función de densidad
Sea {\displaystyle (\Omega ,{\mathcal {A}},\operatorname {P} )} un espacio de probabilidad y {\displaystyle X:\Omega \to \mathbb {R} } una variable aleatoria, la función de densidad de {\displaystyle X} denotada típicamente por {\displaystyle f_{X}(x)} o simplemente por {\displaystyle f(x)}, se utiliza con el propósito de conocer cómo se distribuyen las probabilidades de un suceso o evento, en relación con el resultado del suceso.
La función de densidad es la derivada (ordinaria o en el sentido de las distribuciones) de la función de distribución de probabilidad {\displaystyle F_{X}(x)}, o de manera inversa, la función de distribución es la integral de la función de densidad:
{\displaystyle F(x)=\int _{-\infty }^{x}f(t)\,dt}
La función de densidad de una v.a. determina la concentración de probabilidad alrededor de los valores de una variable aleatoria continua.

## Funciones de variables aleatorias
Sean una variable aleatoria {\displaystyle X} definida sobre {\displaystyle (\Omega ,{\mathcal {A}},P)} y {\displaystyle g:\mathbb {R} \rightarrow \mathbb {R} } una función medible de Borel, entonces {\displaystyle Y=g(X)} será también una variable aleatoria sobre {\displaystyle (\Omega ,{\mathcal {A}},P)} dado que la composición de funciones medibles también es medible (sin embargo, esto no es cierto si {\displaystyle g} es una función medible de Lebesgue). El mismo procedimiento que permite ir de un espacio de probabilidad {\displaystyle (\Omega ,P)} a {\displaystyle (\mathbb {R} ,dF_{X})} puede ser utilizado para obtener la distribución de {\displaystyle Y}. La función de distribución acumulada de {\displaystyle Y} es
{\displaystyle F_{Y}(y)=\operatorname {P} [g(X)\leq y].}
Si la función {\displaystyle g} es invertible, es decir {\displaystyle g^{-1}} existe, y es monótona creciente entonces la anterior relación puede ser extendida para obtener
{\displaystyle F_{Y}(y)=\operatorname {P} [g(X)\leq y]=\operatorname {P} [X\leq g^{-1}(y)]=F_{X}(g^{-1}(y))}
y, trabajando de nuevo bajo las mismas hipótesis de invertibilidad de g y asumiendo además diferenciabilidad, podemos hallar la relación entre las funciones de densidad de probabilidad al diferenciar ambos términos respecto de y, obteniendo
{\displaystyle f_{Y}(y)=f_{X}(g^{-1}(y))\left|{\frac {dg^{-1}(y)}{dy}}\right|}.
Si {\displaystyle g} es no invertible pero cada {\displaystyle y} tiene un número finito de raíces, entonces la relación previa con la función de densidad de probabilidad puede generalizarse como
{\displaystyle f_{Y}(y)=\sum _{i}f_{X}(g_{i}^{-1}(y))\left|{\frac {dg_{i}^{-1}(y)}{dy}}\right|}
donde {\displaystyle x_{i}=g_{i}^{-1}(y)}. Las fórmulas de densidad no requieren que {\displaystyle g} sea creciente.

### Ejemplo 1
Sean {\displaystyle X} una variable aleatoria continua y {\displaystyle Y=X^{2}} entonces
{\displaystyle F_{Y}(y)=\operatorname {P} [Y\leq y]=\operatorname {P} [X^{2}\leq y]}
Si {\displaystyle y<0} entonces {\displaystyle \operatorname {P} [X^{2}=y]=0} por lo que
{\displaystyle F_{Y}(y)=0\quad {\hbox{si}}\quad y<0}
Si {\displaystyle y\geq 0} entonces
{\displaystyle \operatorname {P} [X^{2}\leq y]=\operatorname {P} [|X|\leq {\sqrt {y}}]=\operatorname {P} [-{\sqrt {y}}\leq X\leq {\sqrt {y}}]}
por lo tanto
{\displaystyle F_{Y}(y)=F_{X}({\sqrt {y}})-F_{X}(-{\sqrt {y}})\quad {\hbox{si}}\quad y\geq 0}

### Ejemplo 2
Sea {\displaystyle X} una variable aleatoria con función de distribución acumulada
{\displaystyle F_{X}(x)=\operatorname {P} [X\leq x]={\frac {1}{(1+e^{-x})^{\theta }}}}
donde {\displaystyle \theta >0} es un parámetro. Considere la variable aleatoria {\displaystyle Y=\ln(1+e^{-X})} entonces
{\displaystyle F_{Y}(y)=\operatorname {P} [Y\leq y]=\operatorname {P} [\ln(1+e^{-X})\leq y]=\operatorname {P} [X\geq -\ln(e^{y}-1)]}
La expresión anterior puede ser calculada en términos de la función de distribución acumulada de {\displaystyle X} como
{\displaystyle {\begin{aligned}F_{Y}(y)&=\operatorname {P} [X\geq -\ln(e^{y}-1)]\\&=1-\operatorname {P} [X<-\ln(e^{y}-1)]\\&=1-F_{X}(-\ln(e^{y}-1))\\&=1-{\frac {1}{(1+e^{\ln(e^{y}-1)})^{\theta }}}\\&=1-e^{-\theta y}\end{aligned}}}
que corresponde a la función de distribución acumulada de la distribución exponencial.

### Ejemplo 3
Supóngase que {\displaystyle X} es una variable aleatoria con {\displaystyle X\sim {\mathcal {N}}(0,1)} por lo que su función de densidad está dada por
{\displaystyle f_{X}(x)={\frac {1}{\sqrt {2\pi }}}e^{-x^{2}/2}}
Considere la variable aleatoria {\displaystyle Y=X^{2}}, podemos la función de densidad de {\displaystyle Y} utilizando la fórmula para el cambio de variable:
{\displaystyle f_{Y}(y)=\sum _{i}f_{X}(g_{i}^{-1}(y))\left|{\frac {dg_{i}^{-1}(y)}{dy}}\right|}
En este caso el cambio no es monótico pues cada valor de {\displaystyle Y} tiene asociado dos posibles valores de {\displaystyle X} (uno positivo y otro negativo), sin embargo, por simetría, ambos valores se transformarán de forma idéntica, esto es
{\displaystyle f_{Y}(y)=2f_{X}(g^{-1}(y))\left|{\frac {dg^{-1}(y)}{dy}}\right|}
La transformación inversa es
{\displaystyle x=g^{-1}(y)={\sqrt {y}}}
su derivada es
{\displaystyle {\frac {dg^{-1}(y)}{dy}}={\frac {1}{2{\sqrt {y}}}}}
entonces
{\displaystyle {\begin{aligned}f_{Y}(y)&=2{\frac {1}{\sqrt {2\pi }}}\;e^{y/2}\;{\frac {1}{2{\sqrt {y}}}}\\&={\frac {1}{\sqrt {2\pi y}}}e^{-y/2}\end{aligned}}}
que corresponde a la función de densidad de la distribución distribución χ² con un grado de libertad.

## Parámetros relacionados con una variable aleatoria
La función de densidad o la distribución de probabilidad de una variable aleatoria (v.a.) contiene exhaustivamente toda la información sobre la variable. Sin embargo, resulta conveniente resumir sus características principales con unos cuantos valores numéricos. Entre estos están la esperanza y la varianza (aunque para caracterizar completamente la distribución de probabilidad se necesitan parámetros estadísticos adicionales).

### Esperanza
La esperanza matemática (o simplemente esperanza) o valor esperado de una variable aleatoria es la suma del producto de la probabilidad de cada suceso por el valor de dicho suceso. Si todos los sucesos son de igual probabilidad entonces la esperanza es la media aritmética. Para una variable aleatoria discreta con soporte {\displaystyle x_{1},x_{2}\ldots x_{n}\,\!} y si sus probabilidades representadas por la función de probabilidad {\displaystyle p(x_{i})} la esperanza se calcula como:
{\displaystyle \operatorname {E} [X]=\sum _{i=1}^{n}x_{i}p(x_{i})\,\!}
Para una variable aleatoria continua la esperanza se calcula mediante la integral de todos los valores y la función de densidad {\displaystyle f(x)\,\!}:
{\displaystyle \operatorname {E} [X]=\int _{-\infty }^{\infty }xf(x)dx}
o 
{\displaystyle \operatorname {E} [X]=\int _{\Omega }X\,{\text{d}}P\,\!}
La esperanza también se suele simbolizar con {\displaystyle \mu =\operatorname {E} [X]}
El concepto de esperanza se asocia comúnmente en los juegos de azar al de beneficio medio o beneficio esperado a largo plazo.

### Varianza
La varianza es una medida de dispersión de una variable aleatoria {\displaystyle X\,\!} respecto a su esperanza {\displaystyle \operatorname {E} [X]}. Se define como la esperanza de la transformación {\displaystyle \left(X-\mathbb {E} [X]\right)^{2}\,\!}: 
{\displaystyle \sigma ={\sqrt {{\text{Var}}(X)}}\,\!}
o bien 
{\displaystyle \sigma ^{2}={\text{Var}}(X)\,\!}

### Momentos de orden superior
Dada una distribución de probabilidad continua el conjunto de sus momentos caracteriza completamente la distribución. Dos de estos momentos ya han aparecido, el valor esperado coincide con el momento de primer orden, mientras que la varianza puede expresarse como una combinación del momento de segundo orden y el cuadrado del momento de primer orden. En general, el momento de orden n de una variable aleatoria real con densidad de probabilidad definida casi en todas partes se calcula como:
{\displaystyle M_{X}^{(n)}=\operatorname {E} [X^{n}]=\int _{\mathbb {R} }x^{n}f_{X}(x)dx}
Estos momentos pueden obtenerse a partir de las derivadas n-ésimas de la función característica {\displaystyle \varphi _{X}(x)} asociada a la variable X:
{\displaystyle {\frac {d\varphi _{X}^{(n)}(0)}{dx^{n}}}=i^{n}\operatorname {E} [X^{n}]}
o análogamente la función generadora de momentos:
{\displaystyle M_{X}^{(n)}(0)={\frac {d^{n}M_{X}(0)}{dx}}}